# جورج سيدني
جورج سيدني (بالإنجليزية: George Sidney)‏ هو نقابي ومخرج أمريكي، ولد في 4 أكتوبر 1916 في لونغ آيلند في الولايات المتحدة، وتوفي في 5 مايو 2002 في لاس فيغاس في الولايات المتحدة بسبب لمفوما.

## وصلات خارجية
- جورج سيدني على موقع IMDb (الإنجليزية)
- جورج سيدني على موقع الموسوعة البريطانية (الإنجليزية)
- جورج سيدني على موقع ألو سيني (الفرنسية)
- جورج سيدني على موقع تيرنر كلاسيك موفيز (الإنجليزية)
- جورج سيدني على موقع تيرنر كلاسيك موفيز (الإنجليزية)
- جورج سيدني على موقع أول موفي (الإنجليزية)
- جورج سيدني على موقع قاعدة بيانات الأفلام السويدية (السويدية)
- جورج سيدني على موقع إن إن دي بي (الإنجليزية)
- جورج سيدني على موقع قاعدة بيانات الفيلم (الإنجليزية)
- جورج سيدني على موقع كينوبويسك (الروسية)